# کارگاه سفال عسگری
کارگاه سفال عسگری مربوط به اوایل دوره قاجار است و در لالجین، خیابان توحید واقع شده و این اثر در تاریخ ۲۷ مرداد ۱۳۸۲ با شمارهٔ ثبت ۹۶۷۳ به‌عنوان یکی از آثار ملی ایران به ثبت رسیده است.